# Gongxianosaurus
Gongxianosaurus (Gongxianosaurus shibeiensis) – zauropod z grupy zauropodów (Sauropoda) o bliżej niesprecyzowanej pozycji systematycznej.
Znaczenie nazwy – jaszczur z Gongxian
Żył w okresie wczesnej jury (ok. 200–191 mln lat temu) na terenach wschodniej Azji. Długość ciała ok. 14 m, wysokość ok. 4,5 m, masa ok. 20 t. Jego szczątki znaleziono w Chinach (w prowincji Syczuan, w okolicach miasta Gongxian).
Początkowo był opisany jako prozauropod, po dokładniejszych badaniach okazało się jednak, że był zauropodem.